# Megetra cancellata
Megetra cancellata är en skalbaggsart som först beskrevs av Brandt och Wilhelm Ferdinand Erichson 1832.  Megetra cancellata ingår i släktet Megetra och familjen oljebaggar. Inga underarter finns listade i Catalogue of Life.